# Elda
Elda je žensko osebno ime.

## Izvor imena
Ime Elda izhaja iz imena Elde, ki je različica italijanska imena Ilde. Italijansko ime ustreza nemškemu imenu Hilda 

## Različice imena
Eldijana, Eldina, Eldisa, Hilda, Ilda, Ilde, Ildika

## Pogostost imena
Po podatkih Statističnega urada Republike Slovenije je bilo na dan 31. decembra 2007 v Sloveniji število ženskih oseb z imenom Elda: 136.

## Osebni praznik
Glede na povezavo z imenom Hilda lahko osebe z imenom Elda godujejo takrat kot osebe z imenom Hilda.